# Пјаногрека (Месина)
Пјаногрека је насеље у Италији у округу Месина, региону Сицилија.
Према процени из 2011. у насељу је живело 107 становника. Насеље се налази на надморској висини од 152 м.